# Neea darienensis
Neea darienensis là một loài thực vật thuộc họ Nyctaginaceae. Đây là loài đặc hữu của Panama. Chúng hiện đang bị đe dọa vì mất môi trường sống.